# ニコラ・ヨキッチ
ニコラ・ヨキッチ（Nikola Jokić, [ˈnɪkɔːlə ˈjɔːkɪtʃ], セルビア語: Никола Јокић; 1995年2月19日 - ）は、セルビア出身のプロバスケットボール選手。NBAのデンバー・ナゲッツに所属している。ポジションはセンター。愛称は「ジョーカー」。
センターの選手でありながらNBAにおけるトリプル・ダブル達成ランキングが史上トップ3にランクインしており、2018年2月15日の対バックス戦にてNBA史上最短出場時間でのトリプル・ダブルを達成している（14分33秒で達成、2位は1955年にジム・タッカーが記録した17分）。また、史上唯一となる30-20-20トリプル・ダブルを達成しており、2024-25シーズンにはオスカー・ロバートソン、ラッセル・ウェストブルックに次いで史上3人目となるシーズン平均トリプル・ダブルを達成した。

## 経歴

### 幼少期
1995年、セルビア北部のヴォイヴォディナ自治州ソンボルに生まれる。両親と2人の兄、祖母と狭いアパートに住んでいた。父親は農業技師だった。幼いころから10以上年上の兄達とバスケをしていた。兄たちも、長男はヨーロッパで、次男はデトロイト・マーシー大学のチームでプレーした腕前がある。また、競馬の騎手も好み、アマチュア試合に出場したことがある。しかし、いずれも真剣ではなかった。その後、本格的にバスケをプレーするため少し離れたノヴィ・サドを本拠地とするヴォイヴォディナ・セルビアガスのユースチームに入ると、圧倒的な存在感を示した。

### ABAリーグ
2012年にメガ・バスケットと契約。主にジュニアチームでプレーしていたが、セルビアリーグにも5試合出場し、17歳でプロデビュー。その後ABAリーグで名を上げたヨキッチは、2014年のNBAドラフトで41位でデンバー・ナゲッツから指名を受けた。自分が指名されるとは全く思っていなかったためドラフトの時には寝ており、兄からの連絡で初めて指名されたことを知ったという。2014-15シーズンはABAリーグのMVPに選出されるなど、大きく飛躍。

### デンバー・ナゲッツ

#### 2015-16シーズン
そして2015年6月28日にデンバー・ナゲッツとの4年契約に合意した。11月18日のサンアントニオ・スパーズ戦で23得点、11リバウンドのダブル・ダブルを記録。2016年2月1日のトロント・ラプターズ戦では、27得点、14リバウンドを記録するなど、ルーキーながら中心選手に定着し、最終的には平均10得点、7リバウンドを記録し2015-16シーズンのNBAオールルーキーチームのファーストチームに選出された。

#### 2016-17シーズン
2017年1月16日のオーランド・マジック戦で、自己最高の30得点を記録。同月19日のサンアントニオ・スパーズ戦では、自己最高を更に更新する35得点を記録した。2月3日のミルウォーキー・バックス戦では、20得点、13リバウンド、11アシストを記録し、自身初のトリプル・ダブルを達成。11日のニューヨーク・ニックス戦では、自己最高を更に更新する初の40得点を記録した。
また、全体で4位となる6回のトリプル・ダブルを記録しMIP投票では第2位とリーグでも有数のオールラウンドビッグマンとして大きく成長を遂げた。

#### 2017-18シーズン

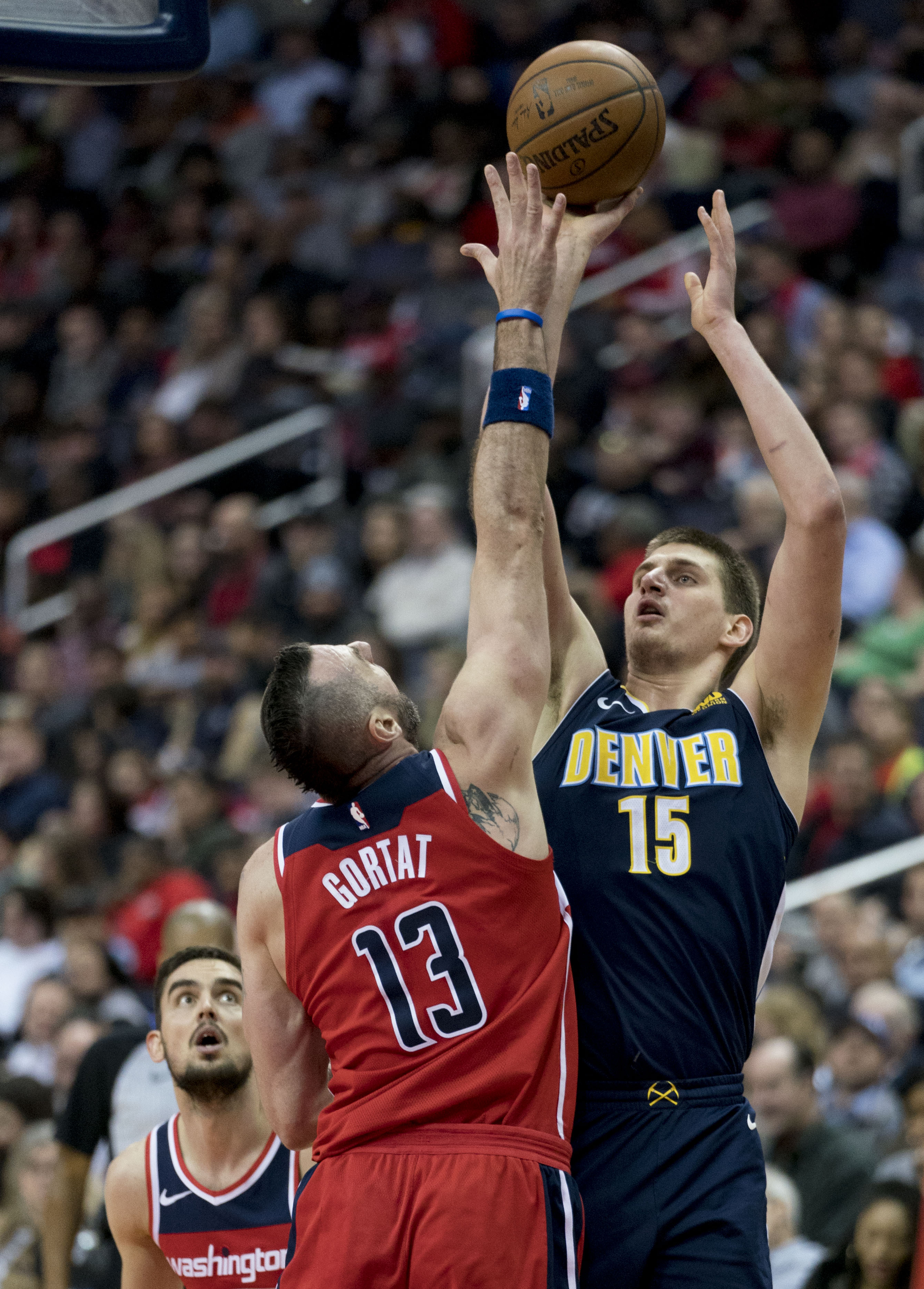
マルチン・ゴルタット（左）に対しショットを試みるヨキッチ（2018年）

11月7日のブルックリン・ネッツ戦でキャリアハイとなる41得点を記録した。2018年2月1日に行われたオクラホマシティ・サンダー戦でシーズン3度目のトリプル・ダブルとなる29得点、13リバウンド、14アシストを記録し、チームは127-124で辛勝した。2月13日に行われたサンアントニオ・スパーズ戦でシーズン4度目のトリプル・ダブルとなる23得点、13リバウンド、11アシストを記録し、チームは117-109で勝利した。2日後の2月15日に行われたミルウォーキー・バックス戦でキャリアハイとなる17アシストを含む30得点、15リバウンドを記録し、前半だけでトリプル・ダブルを記録する活躍でチームは134-123で勝利した。また、ヨキッチは今回のトリプル・ダブルを14分33秒で達成しており、1955年にジム・タッカーが記録した17分でのトリプル・ダブル達成を更新し、NBA史上最速の記録となった。2月23日に行われたサンアントニオ・スパーズ戦で28得点、11リバウンド、11アシストを記録、これで3試合連続でのトリプル・ダブルとなった。試合はナゲッツが122-119で勝利した。3月7日に行われたクリーブランド・キャバリアーズ戦で36得点、13リバウンドを記録したが、チームは108-113で敗れた。3月11日に行われたサクラメント・キングス戦でシーズン7度目のトリプル・ダブルとなる20得点、11リバウンド、10アシストを記録し、チームは130-104で勝利した。
3月15日のデトロイト・ピストンズ戦でシーズン8度目のトリプル・ダブルとなる23得点、12リバウンド、10アシストを記録した。シーズン8度のトリプル・ダブルは1988-89シーズンにラファイエット・リーバーが記録した9度のトリプル・ダブルに次ぐチーム史上2番目の記録となった。試合はナゲッツが120-113で勝利した。3月19日に行われたマイアミ・ヒート戦で34得点、15リバウンドを記録したが、チームは141-149で敗れた。4月1日に行われたフェニックス・サンズ戦で35得点、13リバウンドを記録し、チームは延長戦の末に128-125で辛勝した。4月7日に行われたロサンゼルス・クリッパーズ戦でシーズン9度目のトリプル・ダブルとなる23得点、11リバウンド、11アシストを記録し、チームは134-115で勝利した。4月9日に行われたポートランド・トレイルブレイザーズ戦でシーズン10度目のトリプル・ダブルとなる15得点、20リバウンド（シーズンハイ）、11アシストを記録し、チームは88-82で勝利した。

#### 2018-19シーズン
7月9日にナゲッツとの5年総額1億4800ドルのマックス延長契約に合意した。10月20日のフェニックス・サンズ戦で35得点（FG成功率100%）、12リバウンド、11アシストを記録し、チームは119-91で勝利した。なお、FG成功率100%で30得点以上のトリプル・ダブルを達成したのは、ウィルト・チェンバレンに次いでNBA史上2人目であり、ラファイエット・リーバーに次いでシーズン最初の2試合でトリプル・ダブルを達成したフランチャイズ史上2人目の選手となった。これらの活躍もあり、ヨキッチは最初の1週間でウェスタン・カンファレンス週間最優秀選手に選出された。なお、ナゲッツの選手がこれに選出されたのは、アレックス・イングリッシュ、ディケンベ・ムトンボ、カーメロ・アンソニー、アレン・アイバーソン、チャウンシー・ビラップスに次いでフランチャイズ史上6人目であった。11月3日のユタ・ジャズ戦でシーズンハイとなる16アシストを含む7得点、10リバウンドを記録し、チームは103-88で勝利した。同月9日のブルックリン・ネッツ戦で37得点、21リバウンドを記録したが、チームは110-112で惜敗した。
2019年1月5日のシャーロット・ホーネッツ戦でシーズンハイとなる39得点を記録し、チームは123-110で勝利した。同月8日のマイアミ・ヒート戦では29得点、11リバウンド、10アシストを記録し、チームは103-99で勝利した。なお、23歳で通算20度目のトリプル・ダブルを達成したのは、オスカー・ロバートソン、マジック・ジョンソンに次いで史上3番目の若さであった。2日後のロサンゼルス・クリッパーズ戦では18得点、14リバウンド、10アシストを記録し、チームは121-100で勝利した。2019年1月13日のポートランド・トレイルブレイザーズ戦でシーズンハイとなる40得点を記録し、チームは116-113で辛勝した。同月19日のクリーブランド・キャバリアーズ戦でシーズン6度目のトリプル・ダブルとなる19得点、12アシスト、11リバウンドを記録し、チームは124-102で勝利した。同月27日のフィラデルフィア・76ers戦でシーズン7度目のトリプル・ダブルとなる32得点、18リバウンド、10アシストを記録し、チームは126-110で勝利した。同月31日に自身初となる2019年NBAオールスターゲームのウェスタン・カンファレンスのリザーブとして指名を受け、2011年のアンソニー以来のナゲッツからのオールスター選手になった。
そしてこのシーズンナゲッツはプレーオフに出場し、ウェスタンカンファレンスセミファイナルで敗退してしまった。

#### 2019-20シーズン
2019年11月8日のフィラデルフィア・76ers戦で、ヨキッチは残り1.2秒でクラッチショットを沈め、21得点の点差から98-97の大逆転勝利をもたらした。2日後の試合では、またしてもクラッチを決め、ミネソタ・ティンバーウルブズに100-98で勝利した。2020年1月6日のアトランタ・ホークス戦にてキャリアハイとなる47得点を記録し、チームは123-115で勝利した。2月4日のユタ・ジャズ戦で30得点、21リバウンド、10アシストを記録し、チームは98-95で辛勝した。なお、30-20-10トリプル・ダブルを達成したのは、デマーカス・カズンズ以来約4年ぶりであり、25歳以下の選手が達成したのは、カリーム・アブドゥル＝ジャバー以来史上3人目であった。1月30日、ヨキッチは2年連続でNBAオールスターゲーム選ばれた。ナゲッツの選手が2年連続でオールスターに選出するのは2011年ぶり、カーメロ・アンソニー以来となった。
シーズン再開後のプレーオフでは第1回戦でユタ・ジャズと対戦。残り27秒で78-78の同点のところヨキッチは得意のフックショットで試合を締めくくり、自身は30得点、14リバウンド、4アシストを記録し、勝利をもたらした。9月13日のカンファレンスセミファイナル第6戦にて、後半19得点の点差からナゲッツは大逆転し、ヨキッチは34得点、14リバウンド、7アシストを記録、111-98で勝利に導いた。9月15日の第7戦では16得点、22リバウンド、13アシストのトリプル・ダブルを記録し、チームは104-89で勝利した。なお、プレーオフで20リバウンド以上のトリプル・ダブルを達成したのは、ウィルト・チャンバレン、カリーム・アブドゥル＝ジャバー、ケビン・ガーネット、ティム・ダンカンに次いでNBA史上5人目であった。ナゲッツは2009年以来のカンファレンスファイナルまで進み、ヨキッチは第3戦で22得点、10リバウンド、5アシストを記録するなど奮闘したが、今シーズンのNBAチャンピオンであるロサンゼルス・レイカーズに1勝4敗で敗れ、自身初のNBAファイナル進出にはならなかった。

#### 2020-21シーズン
ヨキッチはシーズン序盤からトリプル・ダブルを連発し、シーズン平均トリプルダブルに近い数字でこのシーズンをスタートした。2月7日のサクラメント・キングス戦ではキャリアハイの50得点を記録し、3月3日のミルウォーキー・バックス戦ではウィルト・チェンバレンに続きセンター史上2人目となる通算50回目のトリプルダブルを記録した。また3月には自身2度目となる月間MVPも受賞している。シーズン中盤にはジャマール・マレーが故障で離脱するもチームを牽引しチームをウェスタンカンファレンス3位に導いた。ヨキッチ自身もシーズン平均26.4点、10.8リバウンド、8.3アシストを記録し自身初、またチーム初、ドラフト2巡目指名選手として史上初となるシーズンMVPを受賞した。

#### 2022-23シーズン
NBAファイナルでマイアミ・ヒートを破り、優勝、ファイナル平均、30.2得点、14リバウンド、7.2アシストを記録し、ファイナルMVPに選出された。

#### 2023-24シーズン
2024年2月22日のワシントン・ウィザーズ戦で21得点、19リバウンド、15アシストのトリプル・ダブルを達成し、これで所属するナゲッツを除いて、NBAの全チームからトリプル・ダブルを達成した選手となり、このシーズンで自身3度目のシーズンMVPを受賞した。

#### 2024-25シーズン
10月26日のロサンゼルス・クリッパーズ戦でキャリアハイとなる7本の3ポイントシュートを含む41得点、9リバウンドを記録したが、チームは103-109で敗れた。2日後のトロント・ラプターズ戦では40得点、10リバウンドを記録し、自身初となる2試合連続で40得点以上を記録し、チームは延長戦の末に127-125で辛勝した。翌日のブルックリン・ネッツ戦では29得点、18リバウンド、16アシストを記録し、チームは延長戦の末に144-139で勝利した。なお、このスタッツラインを記録したのは、オスカー・ロバートソンに次いでNBA史上2人目であった。また、この試合でヨキッチは、シーズン最初の4試合で複数のトリプル・ダブルかつ複数の40得点以上を記録したNBA史上初の選手となった。11月6日のオクラホマシティ・サンダー戦で23得点、20リバウンド、16アシストを記録し、チームは124-122で辛勝した。なお、20-20-15トリプル・ダブルを達成したのは、ウィルト・チェンバレン、ラッセル・ウェストブルックに次いで史上3人目であった。同月8日のマイアミ・ヒート戦では30得点（FG成功率85%）、11リバウンド、14アシストを記録し、チームは135-122で勝利した。なお、このスタッツラインをFG成功率80%以上で達成したのは、ウィルト・チャンバレンに次いでNBA史上2人目であった。同月10日のダラス・マーベリックス戦で37得点、18リバウンド、15アシストを記録し、チームは122-120で辛勝した。また、シーズン最初の10試合で通算297得点・137リバウンド・117アシストを記録したのはヨキッチだけである。
12月5日のクリーブランド・キャバリアーズ戦で自身139度目のトリプル・ダブルとなる27得点、20リバウンド、11アシストを記録し、レギュラーシーズン通算トリプル・ダブル回数でマジック・ジョンソンを抜き、歴代3位となった。同月8日のワシントン・ウィザーズ戦でキャリアハイとなる56得点を含む16リバウンド、8アシストを記録し、1試合で55-15-5以上のダブル・ダブルかつ3本の3ポイントシュートを記録したNBA史上初の選手となった。翌日のアトランタ・ホークス戦では48得点、14リバウンド、8アシストを記録し、チームは141-111で勝利した。なお、2試合連続で45-10-5以上のダブル・ダブルを達成したのは、エルジン・ベイラー、ウィルト・チェンバレンに次いでNBA史上3人目であった。同月30日のユタ・ジャズ戦で36得点、22リバウンド、11アシストを記録し、NBAのセンター史上最速で通算15000得点を達成した。
2025年1月2日のアトランタ・ホークス戦で23得点、17リバウンド、15アシストを記録し、出場時間30分未満で20-15-15以上のトリプル・ダブルを達成したNBA史上初の選手となった。同月10日のブルックリン・ネッツ戦で、チームメイトのラッセル・ウェストブルックと共にトリプル・ダブルを達成し、1シーズンで複数回の同時トリプル・ダブルを達成した史上初のデュオとなった。同月14日のダラス・マーベリックス戦で、NBA史上最速（709試合）で通算15000得点・7500リバウンド・5000アシストを達成した（従来の記録はラリー・バードの799試合）。同月23日のサクラメント・キングス戦で自身150度目のトリプル・ダブルとなる35得点、22リバウンド、17アシストを記録し、チームは132-123で勝利した。なお、35-20-15以上のトリプル・ダブルを達成したのは、ウィルト・チェンバレンに次いでNBA史上2人目であった。また、この試合の第3クォーター残り1.7秒で、66フィート（約20.1m）の距離からブザービーターを沈め、これは史上6番目の距離であった。同月25日に自身7度目となるオールスターに選出された。2日後のシカゴ・ブルズ戦で33得点、12リバウンド、14アシストを記録したが、チームは121-129で敗れた。これらの活躍もあり、ヨキッチは自身8度目となるウェスタン・カンファレンス月間最優秀選手に選出された。2月24日のインディアナ・ペイサーズ戦でキャリアハイとなる19アシストを含む18得点、9リバウンドを記録し、チームは125-116で勝利した。
3月7日のフェニックス・サンズ戦でキャリアハイを更新する22アシストを含む31得点、21リバウンド、3スティールを記録してNBA史上唯一となる30-20-20トリプル・ダブルを達成し、チームは延長戦の末に149-141で勝利した。なお、5つの主要スタッツの内3つの項目で20以上を記録するダブル・トリプル・ダブルを達成したのは、ウィルト・チェンバレン、ラッセル・ウェストブルックに次いでNBA史上3人目であった。4月2日のミネソタ・ティンバーウルブズ戦でキャリアハイを更新する61得点を含む10アシスト、10リバウンドを記録したが、チームはダブルオーバータイムの末に139-140で敗れた。なお、60得点以上のトリプル・ダブルを達成したのは、ジェームズ・ハーデン、ルカ・ドンチッチに次いでNBA史上3人目であった。4日後のインディアナ・ペイサーズ戦では、NBAのセンター史上最多となるシーズン32度目のトリプル・ダブルとなる41得点、15リバウンド、13アシスト、2スティール、1ブロックを記録したが、チームは120-125で敗れた。同月11日のメンフィス・グリズリーズ戦でシーズン34度目のトリプル・ダブルとなる26得点、16リバウンド、13アシストを記録し、チームは117-109で勝利した。このシーズン、ヨキッチは70試合に出場して平均29.6得点（3位）、12.7リバウンド（3位）、10.2アシスト（2位）、1.8スティール（2位）を記録し、オスカー・ロバートソン、ラッセル・ウェストブルックに次いで史上3人目となるシーズン平均トリプル・ダブルを達成。さらに、平均得点・平均リバウンド・平均アシスト・平均スティールの4項目でリーグトップ3にランクインした史上唯一の選手となった。

## セルビア代表
2014年FIBAバスケットボール・ワールドカップでセルビア代表に初招集され、準優勝に貢献。2016年リオデジャネイロオリンピックでも銀メダル獲得に貢献している。

## プレースタイル
セブンフッター級の身長と約130kgの体重というサイズから生まれるパワー、全ての技術における基礎力の高さ、ヨーロッパ出身選手特有の独特なテクニック、3手先を読むとも言われる傑出したバスケIQを兼ね備え、80年代に君臨したラリー・バードや00年代の最強の一角ティム・ダンカンと比べられる。コートビジョンが非常に広いことと、高いパススキルを持っていることから、攻撃の起点としてコート上にありとあらゆるパスを供給することができ、相手ディフェンスを混乱に陥れる。特に片手でのパスの正確無比さは、水球の選手と比較されるほどである。スコアリング能力も非常に高く、柔らかいステップで繰り出される多彩なポストプレイに加え、シュート力に長けていることから、ミドルレンジやアウトサイドからでも高い得点能力を誇る。高いインテリジェンスを武器に、プレイメーカーとしてもスコアラーとしてもオフェンスを完全に支配することができ、NBA史上でも屈指の攻撃型ビッグマンとして名を馳せている。NBA最優秀守備選手賞を受賞したドレイモンド・グリーンは、ヨキッチをステフィン・カリーと並んでディフェンスするのが難しい選手と称している。レブロン・ジェームズは、ヨキッチについて、全ての能力が高く常に対戦側のバランスが崩される上、実際に事が起こる前からプレーを察知しており、まるで野獣のようだと述べている。また、リバウンド能力も非常に高く、名将グレッグ・ポポヴィッチは往年のスーパースター、モーゼス・マローンを彷彿させると語っている。
ディフェンスにおいては、マンツーマンのディフェンスを苦手としており、スクリーンを使って狙い撃ちにされることが多々ある。しかし、高いバスケIQからパスコースを読むことに非常に長けており、また相手の数手先を読み切ることで、チームディフェンスにおいてはチームの要となっている。

## 人物
- リーグを代表するスーパースターでありながら、エゴがなく謙虚かつ誠実な人柄で知られ、2023年のNBAファイナルを制した後も、自分のためではなく、周りの人のために勝利を目指していると語っている[103]。セルビア正教徒であり、自身の信仰がそうした姿勢に影響していると述べている[104]。
- 趣味は故郷の競馬観戦。セルビアで人気の繋駕速歩競走である。幼少期には騎手を経験するほどのめり込んでいた。NBAのスター選手になってからも、シーズンが終わるとすぐに故郷のソンボルにトンボ返りしている[105]。
- 2020年に高校時代からのガールフレンドであるナタリア氏と結婚している[106]。バスケットボールが一番大切だったことは人生で一度もない、重要なのはいつも家族だと語っている[107]。
- 2017年のインタビューで、「誰を怖がる必要があるんだい? 僕はバスケットボールをプレイしている。僕が人生で恐れるのはただ一人。僕の兄ストラヒンヤだ。彼を見たことがあるかい?」と答えている[108]。実際に、彼の兄弟が試合中に咆哮したり他の観客と揉めている様子がよくカメラに抜かれている。デンバーに来た当初は、兄2人と現在の妻と一緒に暮らしていた[109]。ニコラも癇癪持ちで知られ、試合中の小競り合いや乱闘は多い。
- 同じくセルビア出身の世界的なスーパースターであるノバク・ジョコビッチについては、「彼は僕なんかよりずっと大きな舞台でセルビアを代表してきた選手。セルビアの子供たちの憧れの的だ。コート上だけでなく、基金での活動もすばらしいし、尊敬できる人だ。僕も彼のようになりたい。僕なんて、まだまだ彼とは比べものにすらならないよ」と語っている[107]。一方のジョコビッチは、ヨキッチを世界最高のバスケットボール選手と評している[110]。

## 個人成績

### NBA

#### レギュラーシーズン
| シーズン     | チーム       | GP  | GS  | MPG  | FG%  | 3P%  | FT%  | RPG  | APG  | SPG | BPG | PPG  |
| ------------ | ------------ | --- | --- | ---- | ---- | ---- | ---- | ---- | ---- | --- | --- | ---- |
| 2015–16      | DEN          | 80  | 55  | 21.7 | .512 | .333 | .811 | 7.0  | 2.4  | 1.0 | .6  | 10.0 |
| 2016–17      | DEN          | 73  | 59  | 27.9 | .577 | .324 | .825 | 9.8  | 4.9  | .8  | .8  | 16.7 |
| 2017–18      | DEN          | 75  | 73  | 32.6 | .500 | .396 | .850 | 10.7 | 6.1  | 1.2 | .8  | 18.5 |
| 2018–19      | DEN          | 80  | 80  | 31.3 | .511 | .307 | .821 | 10.8 | 7.3  | 1.4 | .7  | 20.1 |
| 2019–20      | DEN          | 73  | 73  | 32.0 | .528 | .314 | .817 | 9.7  | 7.0  | 1.2 | .6  | 19.9 |
| 2020–21      | DEN          | 72* | 72* | 34.6 | .566 | .388 | .868 | 10.8 | 8.3  | 1.3 | .7  | 26.4 |
| 2021–22      | DEN          | 74  | 74  | 33.5 | .583 | .337 | .810 | 13.8 | 7.9  | 1.5 | .9  | 27.1 |
| 2022–23      | DEN          | 69  | 69  | 33.7 | .632 | .383 | .822 | 11.8 | 9.8  | 1.3 | .7  | 24.5 |
| 2023–24      | DEN          | 79  | 79  | 34.6 | .583 | .359 | .817 | 12.4 | 9.0  | 1.4 | .9  | 26.4 |
| 2024–25      | DEN          | 70  | 70  | 36.7 | .576 | .417 | .800 | 12.7 | 10.2 | 1.8 | .6  | 29.6 |
| 通算         | 通算         | 745 | 704 | 31.7 | .560 | .360 | .824 | 10.9 | 7.2  | 1.3 | .7  | 21.8 |
| オールスター | オールスター | 7   | 5   | 17.9 | .667 | .400 | .000 | 5.9  | 4.9  | .9  | .1  | 6.9  |

- 2020-21シーズンは72試合制

#### プレーオフ
| シーズン | チーム | GP | GS | MPG  | FG%  | 3P%  | FT%  | RPG  | APG | SPG | BPG | PPG  |
| -------- | ------ | -- | -- | ---- | ---- | ---- | ---- | ---- | --- | --- | --- | ---- |
| 2019     | DEN    | 14 | 14 | 39.8 | .506 | .393 | .846 | 13.0 | 8.4 | 1.1 | .9  | 25.1 |
| 2020     | DEN    | 19 | 19 | 36.5 | .519 | .429 | .835 | 9.8  | 5.7 | 1.1 | .8  | 24.4 |
| 2021     | DEN    | 10 | 10 | 34.5 | .509 | .377 | .836 | 11.6 | 5.0 | .6  | .9  | 29.8 |
| 2022     | DEN    | 5  | 5  | 34.2 | .575 | .278 | .848 | 13.2 | 5.8 | 1.6 | 1.0 | 31.0 |
| 2023     | DEN    | 20 | 20 | 39.5 | .548 | .461 | .799 | 13.5 | 9.5 | 1.1 | 1.0 | 30.0 |
| 2024     | DEN    | 12 | 12 | 40.2 | .545 | .264 | .901 | 13.4 | 8.7 | 1.4 | .7  | 28.7 |
| 2025     | DEN    | 14 | 14 | 40.2 | .489 | .380 | .772 | 12.7 | 8.0 | 2.0 | .9  | 26.2 |
| 通算     | 通算   | 94 | 94 | 38.3 | .525 | .388 | .826 | 12.3 | 7.6 | 1.2 | .9  | 27.4 |